# غرانت جاكسون (لاعب كرة قاعدة)
غرانت جاكسون (بالإنجليزية: Grant Jackson)‏ هو لاعب كرة قاعدة أمريكي، ولد في 28 سبتمبر 1942 في فوستوريا في الولايات المتحدة.

## وصلات خارجية
- غرانت جاكسون على موقع دوري كرة القاعدة الرئيسي (الإنجليزية)
- غرانت جاكسون على موقعبيزبول رفرنس.كوم (الدوري الرئيسي) (الإنجليزية)
- غرانت جاكسون على موقعبيزبول رفرنس.كوم (الدوري الثانوي) (الإنجليزية)
- غرانت جاكسون على موقع إي إس بي إن.كوم (أم.أل.بي) (الإنجليزية)
- غرانت جاكسون على موقع مشجعي الرسوم البيانية (الإنجليزية)